# Emilio Alzamora
Emilio Alzamora Escardibull (Lérida, 22 maggio 1973) è un pilota motociclistico spagnolo, ritiratosi dall'attività agonistica, vincitore di un titolo nel motomondiale.

## Carriera

### Classe 125
Dopo aver corso e vinto alcune gare nei monomarca con la Honda, nel 1991 e nel 1992 ha partecipato al campionato Europeo Velocità in classe 125, dapprima con una JJ Cobas ed in seguito con una Honda, giungendo al 19º e al 7º posto rispettivamente. Nel 1994 esordì, sempre nella ottavo di litro, nel motomondiale, facendosi notare nel Gran Premio motociclistico d'Argentina.
Nel 1995 vinse la sua prima corsa (sempre in Argentina) ed arrivò terzo in classifica generale, dietro ai nipponici Sakata ed Aoki. Sempre nel 1995 vince il campionato spagnolo velocità nella classe 125.

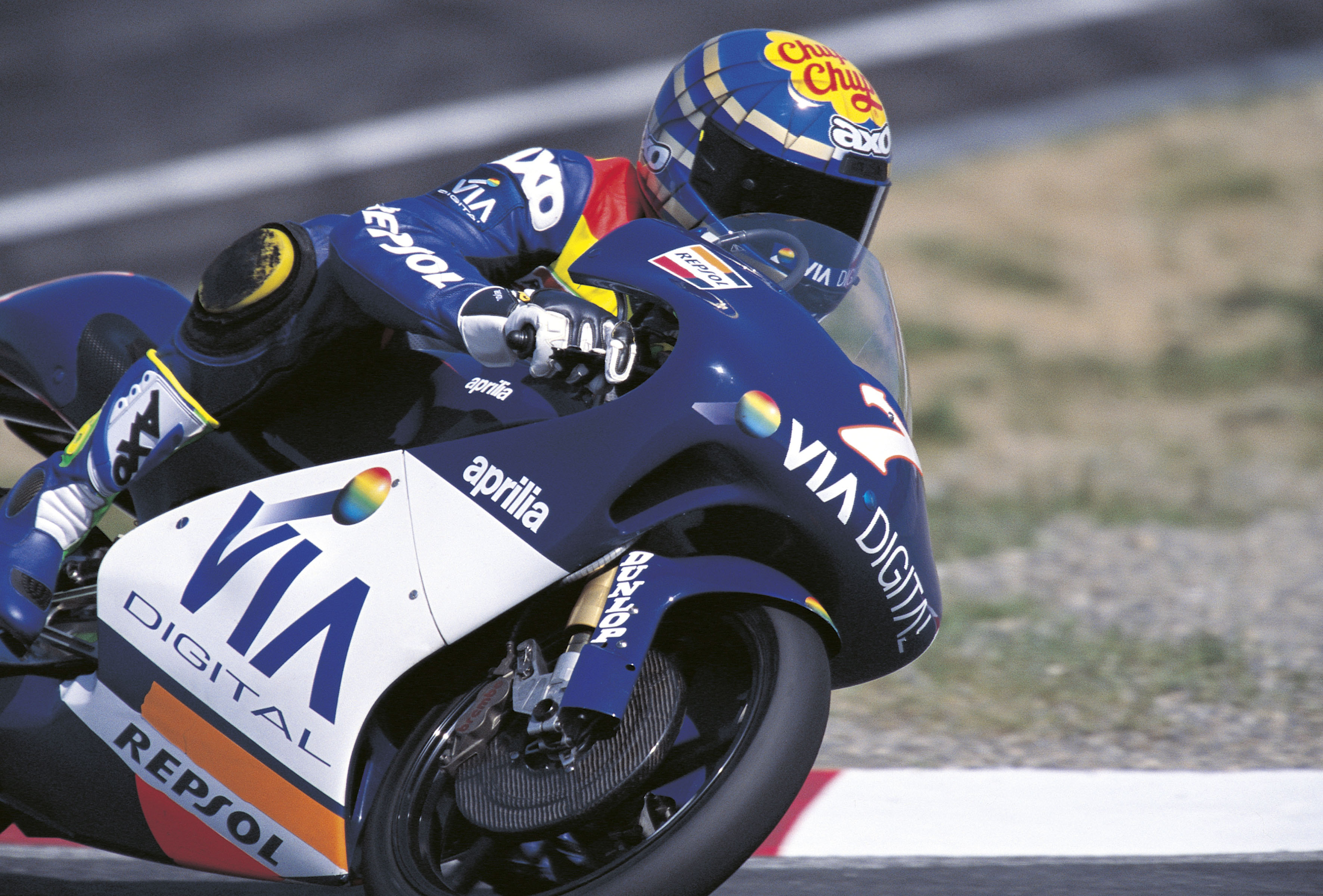
Alzamora in pista in occasione del Gran Premio del Giappone nel 1998, unica annata dello spagnolo con Aprilia.

Nel 1996 vinse un'altra gara nel Gran Premio di Olanda ed arrivò quarto in classifica generale, scalzato ancora una volta da motociclisti del sol levante (ancora Aoki, Masaki Tokudome e Tomomi Manako).
Nel 1997 corse nella classe 250, senza tuttavia realizzare risultati di rilievo. Nel 1998 tornò nella classe di minore cilindrata e, dopo una breve esperienza all'Aprilia, tornò alla Honda, con la quale divenne campione del mondo nel 1999: nell'anno del trionfo Alzamora non vinse nemmeno una gara (fatto raro ma non unico nella storia del motociclismo: nel motomondiale c'erano stati i casi di Manuel Herreros nel 1989 e dei sidecaristi George O'Dell, Bruno Holzer e Werner Schwärzel rispettivamente nel 1977, 1979 e 1982) ed ottenne il primo posto con un solo punto di vantaggio su Marco Melandri (227 lunghezze l'iberico, 226 l'italiano).
In un primo momento Alzamora decise di restare nella 125, e nella stagione 2000 arrivò terzo in classifica generale (dietro Roberto Locatelli e Yōichi Ui) dopo aver conquistato due vittorie (in Spagna e Portogallo) e aver ottenuto 203 punti in graduatoria.

### Classe 250 e dopo il ritiro
Nei due anni seguenti passò allora alla 250 con il team Gresini Racing, ed i risultati furono due settimi posti (nel 2001 e nel 2002). Pertanto egli decise di tornare in 125 con la Derbi ma dopo un'annata dove raggranellò solo due punti in tutto il campionato, decise dapprima di passare al supermotard e poi di ritirarsi dall'agonismo nel dicembre del 2003.
Ritiratosi dall'attività di pilota, è rimasto nell'orbita delle competizioni motociclistiche, guidando una scuola di motociclismo destinata a seguire i piloti spagnoli emergenti e come manager personale di Marc Márquez, che segue dall'età di 12 anni, e di suo fratello Álex.

## Risultati nel motomondiale

### Classe 125
| 1994 | Classe | Moto  |  |     |    |     |    |    |    |    |     |    |     |    |   |     |  |  | Punti | Pos. |
| ---- | ------ | ----- |  | --- | -- | --- | -- | -- | -- | -- | --- | -- | --- | -- | - | --- |  |  | ----- | ---- |
| 1994 | 125    | Honda |  | Rit | 16 | Rit | 22 | 22 | 11 | 18 | Rit | 22 | Rit | 21 | 5 | Rit |  |  | 16    | 22º  |

| 1995 | Classe | Moto  |   |    |   |   |   |     |     |   |   |    |    |   |   |  |  |  | Punti | Pos. |
| ---- | ------ | ----- | - | -- | - | - | - | --- | --- | - | - | -- | -- | - | - |  |  |  | ----- | ---- |
| 1995 | 125    | Honda | 4 | 23 | 7 | 7 | 3 | Rit | Rit | 7 | 3 | 10 | 10 | 1 | 2 |  |  |  | 129   | 3º   |

| 1996 | Classe | Moto  |   |     |     |   |   |   |   |   |     |     |   |   |   |   |     |  | Punti | Pos. |
| ---- | ------ | ----- | - | --- | --- | - | - | - | - | - | --- | --- | - | - | - | - | --- |  | ----- | ---- |
| 1996 | 125    | Honda | 5 | Rit | Rit | 2 | 7 | 3 | 1 | 4 | Rit | Rit | 5 | 2 | 4 | 2 | Rit |  | 158   | 4º   |

| 1998 | Classe | Moto    |    |    |     |    |     |     |     |    |   |     |    |    |    |    |  |  | Punti | Pos. |
| ---- | ------ | ------- | -- | -- | --- | -- | --- | --- | --- | -- | - | --- | -- | -- | -- | -- |  |  | ----- | ---- |
| 1998 | 125    | Aprilia | 21 | 16 | Rit | 17 | Rit | Rit | Rit | 14 | 5 | Rit | 13 | 14 | 21 | NP |  |  | 18    | 21º  |

| 1999 | Classe | Moto  |   |   |   |   |   |   |   |   |   |   |   |   |    |     |   |   | Punti | Pos. |
| ---- | ------ | ----- | - | - | - | - | - | - | - | - | - | - | - | - | -- | --- | - | - | ----- | ---- |
| 1999 | 125    | Honda | 2 | 3 | 3 | 3 | 6 | 2 | 4 | 3 | 2 | 6 | 4 | 2 | 15 | Rit | 3 | 2 | 227   | 1º   |

| 2000 | Classe | Moto  |   |   |   |   |   |   |     |     |   |     |   |   |   |   |   |   | Punti | Pos. |
| ---- | ------ | ----- | - | - | - | - | - | - | --- | --- | - | --- | - | - | - | - | - | - | ----- | ---- |
| 2000 | 125    | Honda | 3 | 4 | 5 | 1 | 3 | 7 | Rit | Rit | 2 | Rit | 3 | 1 | 5 | 8 | 2 | 4 | 203   | 3º   |

| 2003 | Classe | Moto  |     |    |    |    |     |     |    |     |     |    |    |     |     |    |    |    | Punti | Pos. |
| ---- | ------ | ----- | --- | -- | -- | -- | --- | --- | -- | --- | --- | -- | -- | --- | --- | -- | -- | -- | ----- | ---- |
| 2003 | 125    | Derbi | Rit | 23 | 18 | 19 | Rit | Rit | 21 | Rit | Rit | 21 | 19 | Rit | Rit | 23 | 14 | 24 | 2     | 31º  |

| Legenda | 1º posto        | 2º posto            | 3º posto            | A punti      | Senza punti        | Grassetto – Pole position Corsivo – Giro più veloce |
| Legenda | Gara non valida | Non qual./Non part. | Ritirato/Non class. | Squalificato | '-' Dato non disp. | Grassetto – Pole position Corsivo – Giro più veloce |

### Classe 250
| 1997 | Classe | Moto  |   |    |  |     |    |  |     |    |    |    |     |    |    |     |     |  | Punti | Pos. |
| ---- | ------ | ----- | - | -- |  | --- | -- |  | --- | -- | -- | -- | --- | -- | -- | --- | --- |  | ----- | ---- |
| 1997 | 250    | Honda | 7 | NP |  | Rit | NP |  | Rit | 10 | 10 | 14 | Rit | 12 | 12 | Rit | Rit |  | 31    | 17º  |

| 2001 | Classe | Moto  |     |    |   |   |   |   |   |   |     |   |     |   |   |   |     |   | Punti | Pos. |
| ---- | ------ | ----- | --- | -- | - | - | - | - | - | - | --- | - | --- | - | - | - | --- | - | ----- | ---- |
| 2001 | 250    | Honda | Rit | 19 | 6 | 4 | 6 | 7 | 2 | 4 | Rit | 7 | Rit | 4 | 2 | 6 | Rit | 7 | 136   | 7º   |

| 2002 | Classe | Moto  |   |   |   |   |    |   |     |    |     |  |   |   |   |   |    |   | Punti | Pos. |
| ---- | ------ | ----- | - | - | - | - | -- | - | --- | -- | --- |  | - | - | - | - | -- | - | ----- | ---- |
| 2002 | 250    | Honda | 4 | 7 | 3 | 7 | 11 | 9 | Rit | 12 | Rit |  | 6 | 7 | 5 | 8 | 13 | 3 | 120   | 7º   |

| Legenda | 1º posto        | 2º posto            | 3º posto            | A punti      | Senza punti        | Grassetto – Pole position Corsivo – Giro più veloce |
| Legenda | Gara non valida | Non qual./Non part. | Ritirato/Non class. | Squalificato | '-' Dato non disp. | Grassetto – Pole position Corsivo – Giro più veloce |